# Hyōgaikanji
Hyōgaikanji (Japans: 表外漢字; [ço̞ːɡa̠ikã̠ɲ̟d͡ʑi]) (Chinese Han karakters buiten de tabellen) zijn de kanji die niet voorkomen op: de jōyōkanjilijst (kanji voor dagelijks gebruik) of de Jinmeiyōkanjilijst (naamkanji), dit zijn de officiële kanjilijsten die worden onderwezen in Japan. De hyōgaikanji vallen hier dus buiten en worden soms ook wel ongewone kanji genoemd. Die naam is enigszins misleidend, want hyōgaikanji worden ook gebruikt in het moderne Japans. Men zal deze echter niet aantreffen in officiële teksten vanuit de Japanse overheid. Omdat hyōgaikanji een categorie is voor alle kanji die op geen van de officiële lijsten voorkomen, is er ook geen duidelijkheid over de exacte hoeveelheid hyōgaikanji. Een conservatieve schatting, echter, is dat er meer dan 40.000 kanji zijn die kunnen worden geclassificeerd als hyōgaikanji.

## Etymologie
De term hyōgaikanji is de romaji-transliteratie van de kanji 表外漢字. Het eerste deel bestaat uit de samenstelling van de zelfstandige naamwoorden: 表 [hyō] "tabel" in de kun-lezing en 外 [gai] "buiten" in de on-lezing.  Het tweede deel van de samenstelling is opgebouwd uit de kanji: 漢 kan, in de on-lezing en 字 ji, eveneens in de on-lezing; deze kanji betekenen respectievelijk: "China" en "karakter". Hyōgaikanji kan worden vertaald als: Chinese Han karakters buiten de tabel.